# Odred Otpisanih Isekai
 Odred Otpisanih Isekai (Jap:異世界スーサイド・スクワッド, translit:Isekai Sūsaido・Sukuwaddo) je anime televizijska serija zasnovana na Odredu Otpisanih iz DC Comics-a. Predstavljen od strane Warner Bros. Japana, proizveo ga je Wit Studio i direktovala Eri Osada, s kompozicijom serije i scenariom uradjenim od strane Tappei Nagacukia i Eidži Umehare, karaktere je dizajnirao Naoto Hosoda na osnovu nacrta manga umetnika Akire Amano-a i muziku je komponovao Keničiro Suehiro.
Desetoepizodna serija premijerno je prikazana s tri epizoda 27. juna 2024., licencirana od strane Maxa i Hulua u Sjedinjenim Državama, sa nekoliko internacionalnih regiona koji su je strimovali istog dana. Emitovana je od 6. jula do 7. septembra iste godine na Tokyo MX-u i BS11-u.
Uvodna pesma je "Drugi Svet" koju je komponovao Tomojasu Hotei, dok je završna pesma "Go-Getters" koju izvodi Hololive VTuber Mori Calliope.

## Radnja
Amanda Voler, direktor A.R.G.U.S.-a, šalje tim koji se sastoji od opasnih kriminalaca
Harli Kvin, Klejfejsa, Dedšota, Pismejkera i Kralja Ajkule na misiju do drugog sveta punog magije i čudovišta. Zajedno s A.R.G.U.S članom Rik Flegom, ovaj "Odred Otpisanih" je zadužen da pomogne kraljevstvu u borbi protiv ne samo mitskih bića već i drugih super-zlikovaca koji su bili poslati u drugi svet pre njih. Ako ne uspeju da završe svoju misiju na vreme ili pokušaju da pobegnu, bombe instalirane u njihovim telima će eksplodirati.

## Likovi

#### Japanski glumci
- Ana Nagase kao Doktor Harlin Kvinzel/Harli Kvin[13]
- Juičiro Umehara kao Džoker[13]
- Reigo Jamaguči kao Flojd Lovton/Dedšot[13]
- Takehito Kojasu kao Kristofer Smit/Pismejker[13]
- Džun Fukujama kao Basil Karlo/Klejfejs[13]
- Subaru Kimura kao Nanaue/Kralj Ajkula[13]
- Taku Jaširo kao Rik Fleg Junior[14]
- Kudžira kao Amanda Voler[14]
- Čika Anzai kao Tacu Jamaširo/Katana[14]
- Reina Ueda kao Princeza Fiona[14]
- Mamiko Noto kao Kraljica Aldora/Nemrtvi Kralj[14]
- Džun Fukušima kao Sesil[14]
- Jodži Ueda kao Otis Flanegan/Retkečer[15]
- Hoču Ocuka kao Mislilac[15]
- Šizuka Ito kao Doktorka Džun Mun/Čarobnica[15]
- Taro Kiuči kao Vejlon Džouns/Kiler Krok[15]
- Taito Ban kao Adam
- Hiroki Maeda kao Vejd
- Masaši Jamane kao Henk
- Kokoa Amano kao zmaj Artur
- Nanako Mori kao Nol
- Jukari Tamura kao Lih

#### Engleski glumci
- Karlii Hoč kao Doktor Harlin Kvinzel/Harli Kvin[16]
- Skot Gibs kao Džoker[17]
- Džovan Džekson kao Flojd Lovton/Dedšot[18]
- Šon Patrik kao Kristofer Smit/Pismejker[19]
- Brendon Hernsberger kao Basil Karlo/Klejfejs
- Endru Lav kao Nanaue/Kralj Ajkula[20]
- Džeremi Gi kao Rik Fleg Junior[21]
- Džezmin Renee Tomas kao Amanda Voler[22]
- Ženeviv Simons kao Tacu Jamaširo/Katana
- Lusi Kristijan kao Princeza Fiona[23]
- Patricia Duran kao Kraljica Aldora[24]
- Džejd Keli kao Nemrtvi Kralj
- Džon Gremilion kao Sesil
- Adam Noubl kao Otis Flanegan/Retkečer
- Džej Hikmen kao Mislilac
- Kristina Keli kao Doktorka Džun Mun/Čarobnica
- Sajrus Rodas kao Henk[25]

- Šejni Mor kao zmaj Artur

Engleska uloga Vejlon Džounsa/Kilera Kroka je nekreditovana

## Razvoj
Prema Hirojuki Omori-u u intervjuu jula 2023., setio se da je oko tri/četiri godine Warner Brothers Japan izneo ideju za anime iz postojećeg DC Comics naslova i obratili se Wit Studiu ako su bili zainteresovani.  Kasnije je rekao sledeće godine u intervjuu sa Newtype Japanom da je razvoj počeo nakon prvog filma Odreda Otpisanih.

## Marketing
Da bi promovisali anime, "Isekai Velika Nasilna Zabava Zlikovaca" se održala na AnimeJapanu marta 2024. godine.
U decembru 2023., prvi zvanični trejler je izašao. U junu 2024., trejler dugačak 30 sekundi je bio izbačen onlajn. Webtoon verzija je izbačena sledećeg meseca kroz Line Mangu i Jump Toon.